# Porazdelitev (farmakologija)
Porazdelítev ali distribúcija zdravila je v farmakologiji razporeditev zdravila po telesnih predelkih, po dospetju v centralni krvni obtok. Obseg porazdelitve zdravila v telesu določamo s prostornino oz. volumnom porazdelitve (Vd) zdravila. Porazdelitev zdravila vpliva na njegov čas delovanja in na nastanek morebitnih depojev, iz katerih se lahko kasneje učinkovina sprošča.
Po absorpciji se večina učinkovin ne porazdeli po telesu enakomerno. Dobro vodotopne učinkovine (kot je na primer antihipertenziv atenolol) ostajajo pretežno v krvnem obtoku in intersticijskem prostoru, maščobotopne učinkovine (na primer anksiolitik klorazepat) pa se v večji meri kopičijo v maščobnem tkivu. Nekatere učinkovine se kopičijo v manjših predelkih telesa (na primer jod v ščitničnem tkivu), ker določena tkiva izražajo posebno afiniteto do določenih učinkovin. Nekatera zdravila se v velikem obsegu vežejo na plazemske beljakovine, zlasti albumin (npr. acetilsalicilna kislina), zato na njihovo porazdelitev močno vpliva
plazemska koncentracija albumina.

## Dejavniki, ki vplivajo na porazdelitev
Na porazdelitev zdravila oziroma zdravilne učinkovine vplivajo:
- lastnosti bolnika (starost[5], spol, stanje, konstitucija telesa),
- fizikalno-kemične lastnosti zdravilne učinkovine (lipidotopnost, velikost molekule, pKa),
- lastnosti tkiva (razlike v lastnostih med maščevjem, žleznim parenhimom, mišičjem, kostnino, velikost tkiva oz. organa ...),
- telesne pregrade (npr. posteljica, krvno-možganska pregrada) ter
- fiziološki in patološki procesi v organizmu (npr. prekrvljenost, pretok, pH, vnetje).